# Gare d'Ávila
La gare d'Ávila est située à l'est de la ville d'Ávila. Elle fut longtemps la seule gare nord ouest de l'Espagne à être desservie par des trains qui la relie à Madrid

## Service des voyageurs

### Desserte
Grandes Lignes :
| Nom   | Destination                                   | Matériel  |
| ----- | --------------------------------------------- | --------- |
| Talgo | La Corogne-San Cristobal - Alicante-Terminale | Talgo VII |

Trois lignes Regional Exprés desservent la ville :
| Lignes | Trajet                      | Villes desservies |
| ------ | --------------------------- | --- |
| R1     | Madrid - Avila              | Madrid-Atocha - Madrid-Chamartín-Clara Campoamor - Villalba de Guadarrama - El Escorial - Zarzalejo - Robledo de Chavela - Santa María de la Alameda - El Pimpollar - Las Navas del Marqués - Navalperal - Herradón-La Cañada - Navalgrande - Guimorcondo - Ávila     |
| R20    | Madrid - Ávila - Salamanque | Madrid-Atocha - Madrid-Chamartín-Clara Campoamor - Villalba de Guadarrama - Ávila - Cardeñosa de Ávila - San Pedro del Arroyo - Crespos - Narros del Castillo - Peñaranda de Bracamonte - Villar de Gallimazo - Babilafuente - San Morales - Aldealengua - Salamanque |
| R22    | Valladolid - Ávila - Madrid | Valladolid-Campo Grande - Medina del Campo - Arévalo - Ávila - Collado Villalba - Madrid-Chamartín-Clara Campoamor |